# De voksnes rækker (Matador-afsnit)
 For alternative betydninger, se De voksnes rækker. (Se også artikler, som begynder med De voksnes rækker)
"De voksnes rækker" er det syttende afsnit af den danske tv-serie Matador. Det blev skrevet af Paul Hammerich og instrueret af Erik Balling.
Afsnittet foregår i 1941 og 1942.

## Handling
Lauritz Jensen bliver eftersøgt, da Nazityskland erklærer krig mod Sovjetunionen. Sofus Betjent når dog at advare ham, så han kan flygte. Han får nye papirer og flytter til København.
Ingeborg Skjern får et brev fra sin tidligere mand Holger, der er blevet nazistisk soldat. Han ønsker at se sin datter Ellen, inden han drager i krig. Skjerns ønsker for alt i verden at undgå, at Holger ser Ellen, og hun bliver derfor sendt på ferie hos baron von Rydtger. Her møder hun Mogens Lamborg, som hun bliver forelsket i.
Ulrik Varnæs stjæler en præservativautomat på Jernbanerestauranten og sætter den op på hjemmets gæstetoilet. Det bliver en mindre skandale i hjemmet og som straf bliver han sendt på kostskole.
Fru Fernando Møhge dør på åben gade, efter sammenstød med en tysk soldat i Algade. Datteren Misse, arver hendes formue. Dette får straks lærer Andersen til at gøre kur til hende, da hans hidtidige madkæreste Violet Vinter har fået nok af ham.